# Vlag van Klein-Polen

Vlag van Klein-Polen

De vlag van Klein-Polen toont een witte brede baan boven een even brede rode baan, gescheiden door een smallere gele (gouden) baan.
De kleuren zijn afkomstig van het wapen van Klein-Polen, dat bestaat uit een witte adelaar met een gouden kroon en gouden decoraties op een rood schild. Het model van de vlag is overgenomen van de Poolse vlag.
De vlag is aangenomen op 24 mei 1999.